# Шелбі (Небраска)
Шелбі (англ. Shelby) — селище (англ. village) в США, в окрузі Полк штату Небраска. Населення — 710 осіб (2020).

## Географія
Шелбі розташоване за координатами 41°11′39″ пн. ш. 97°25′35″ зх. д. / 41.19417° пн. ш. 97.42639° зх. д. (41.194247, -97.426267).  За даними Бюро перепису населення США в 2010 році селище мало площу 1,46 км², з яких 1,46 км² — суходіл та 0,00 км² — водойми.

## Демографія
Згідно з переписом 2010 року, у селищі мешкало 714 осіб у 290 домогосподарствах у складі 193 родин. Густота населення становила 489 осіб/км².  Було 322 помешкання (221/км²).
Расовий склад населення:
| - 95,9 % — білих - 0,3 % — корінних американців - 0,1 % — чорних або афроамериканців - 0,1 % — азіатів - 2,0 % — осіб інших рас |

До двох чи більше рас належало 1,5 %. Частка іспаномовних становила 12,2 % від усіх жителів.
За віковим діапазоном населення розподілялося таким чином: 27,6 % — особи молодші 18 років, 54,5 % — особи у віці 18—64 років, 17,9 % — особи у віці 65 років та старші. Медіана віку мешканця становила 40,0 року. На 100 осіб жіночої статі у селищі припадало 90,4 чоловіків;  на 100 жінок у віці від 18 років та старших — 90,8 чоловіків також старших 18 років.
Середній дохід на одне домашнє господарство  становив 58 705 доларів США (медіана — 42 750), а середній дохід на одну сім'ю — 71 428 доларів (медіана — 53 696). Медіана доходів становила 31 932 долари для чоловіків та 27 222 долари для жінок. За межею бідності перебувало 15,1 % осіб, у тому числі 16,4 % дітей у віці до 18 років та 4,6 % осіб у віці 65 років та старших.
Цивільне працевлаштоване населення становило 385 осіб. Основні галузі зайнятості: роздрібна торгівля — 17,4 %, освіта, охорона здоров'я та соціальна допомога — 17,1 %, виробництво — 15,1 %.

## Відомі люди
Народились
- Джон Рей Даннінг (1907—1975) — американський фізик, учасник Мангеттенського проєкту